# Томпа
Томпа (угор. Tompa) — місто в медьє Бач-Кішкун в Угорщині. Місто займає площу 81,57 км², на якій проживає 4847 жителів.
| Угорщина | Це незавершена стаття з географії Угорщини. Ви можете допомогти проєкту, виправивши або дописавши її. |